# Гуцульська церква

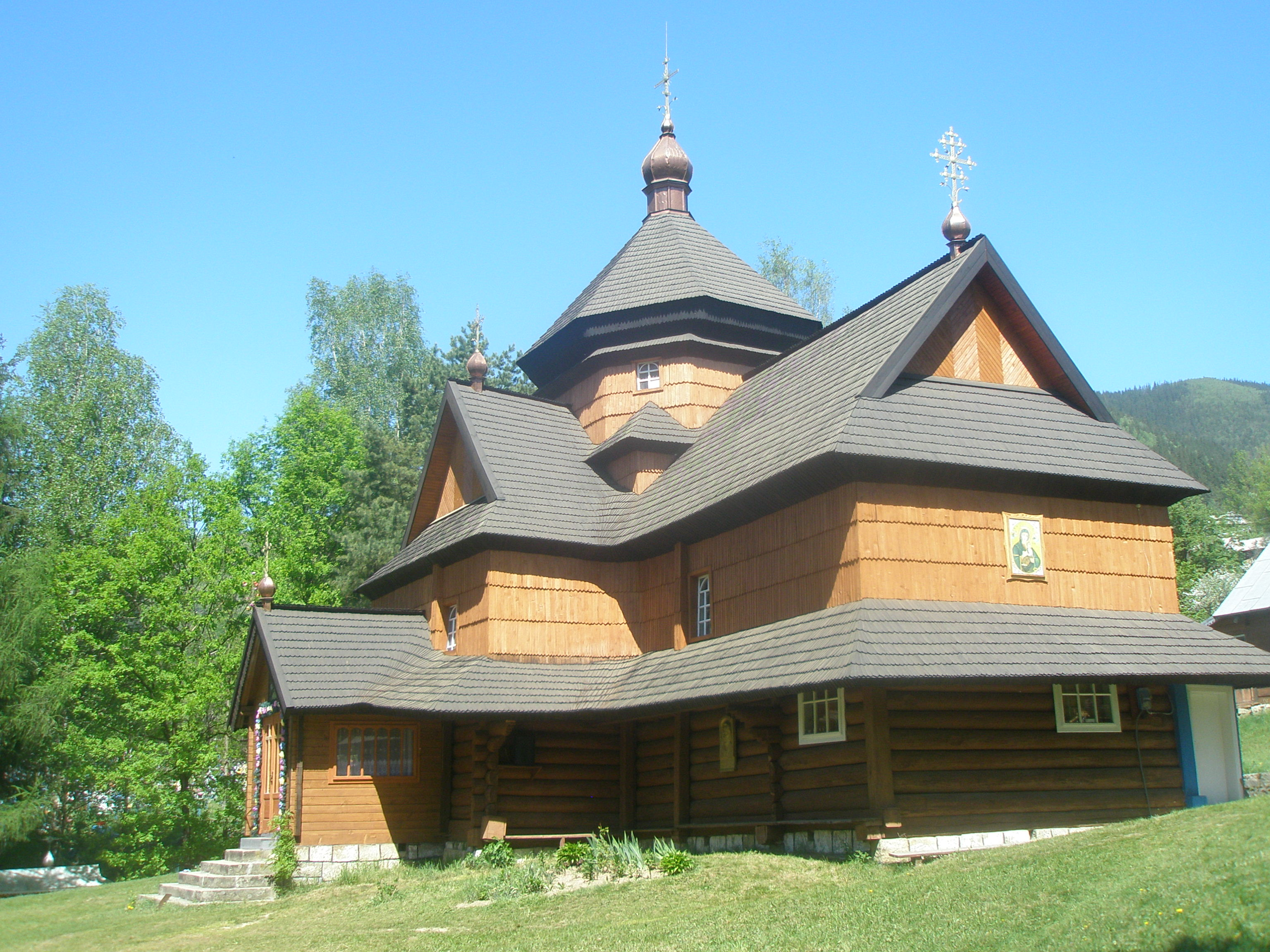
Церква в Криворівні (1719)

Гуцульська церква — дерев'яна сакральна архітектура на Гуцульщині, Україна

## Архітектура
Характерною особливістю гуцульських церков, є хрещате заложення, як і у мурованих та дерев'яних церквах Лівобережної України. Муровані хрещаті церкви є найдавнішим типом церков, які відомі з часів раннього християнства у Херсонесі Таврійському (IV—VI ст.). Гуцульські церкви були завжди п'ятизрубними, з однією центральною банею, трьома або п'ятьма банями. На п'ятибанних церквах на чотири бічні зруби ставили нижчі бані. На бічні зруби ставили такі самі як і на центральний зруб, восьмерики, бані, a на бані ліхтарні, маківки, хрести. На трибанних церквах, на двох бічних притворах (північному та південному) ставили двоспадовий дах. Над чотирма іншими зрубами в однобанній церкві ставили двоспадовий дах з причолком; на таких дахах ставили невеликі главки.
Ставили гуцульські церкви («Дім божий») — майстри, з такого самого матеріалу і таким самим способом, як і хати. Гуцульська церква являє в поземному плані рівнобічний хрест. Церква була розміщена завжди вівтарем на схід, а бабинцем на захід. При вході в церкву містився бабинець, де стояли жінки, навпроти бабинця був вівтар, бічні крила називалися — притвори. Зі заходу, перед входом був ґанчик. Висота церкви середнього зрубу була рівна довжині всієї церкви. Низ гуцульської церкви складався з брусів, які стояли на кам'яному підмурку, що частково вирівнював поверхню, на якій закладали церкву. Нижній зруб церкви клався «в замки», частини яких виступали (веґлі). На ці веґлі було покладене «опасання» у вигляді піддашшя.
Характерною особливістю гуцульської церкви є скісне «опасання» шириною до 2 м, під яке люди ховалися від дощу або стояли там, коли в самій церкві знаходилося багато людей або коли церква ще була закрита. Частина церкви над опасанням називалася — верхопасання, цю частину клали також «в замки», але уже без виступаючих веглів та покривали зверху поздовжніми дошками (кожухували), для того, щоб в церкву не проникав холод та для кращого захисту брусів від дощу. Чотири кути церковних крил пов'язували перехрестям (видно було лише в середині церкви) і на нього ставили восьмигранний зруб — осьмірку. Всі зруби зсередини були гладко затесані, та між ними не було жодної щілини.
Частину церкви над основним зрубом називали осьміркою, зверху над осьміркою розміщувалася — теж восьмигранна баня. У тому місці, де дахи крил сходилися з дахом осьмірки, утворюючи кути, влаштовували невеликі накриття від дощу — кутаси. Над банею була розміщена на восьми дерев'яних стовпах циліндрична башточка — ліхтарня, на якій розміщувалася маківка, що завершувалася хрестом.
До церкви заходили через ґанок (навіс на стовпчиках над входом до приміщення, куди ведуть східці), де на стінах вішали капелюхи або шапки та залишали топірці (бартки), табівки.
Збоку біля церкви розміщувалася чотирьох кутна дзвіниця, покрита як і церква ґонтом (дерев'яний аналог дахівки).

## Світлини

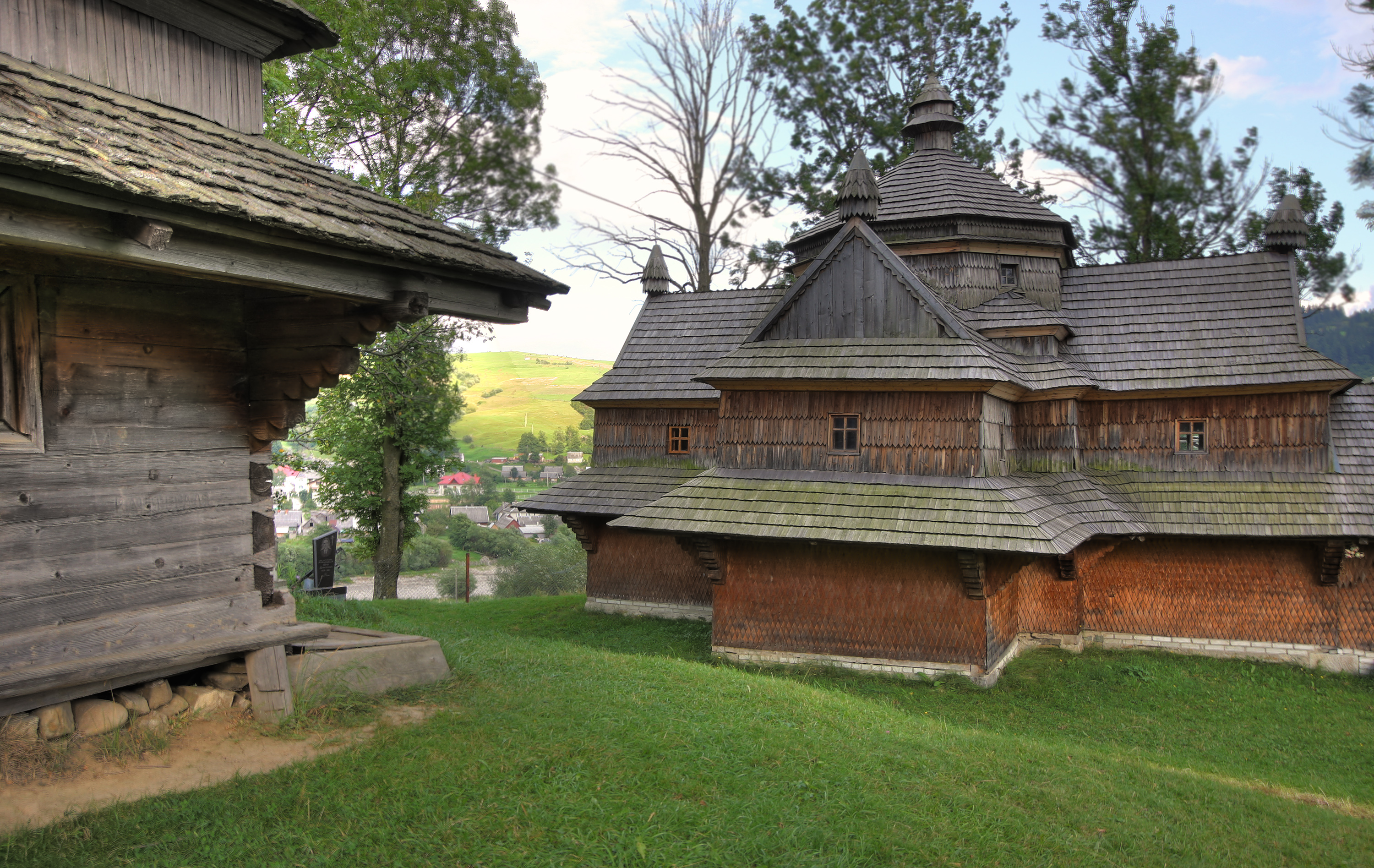
Ясіня. Вознесенська церква.
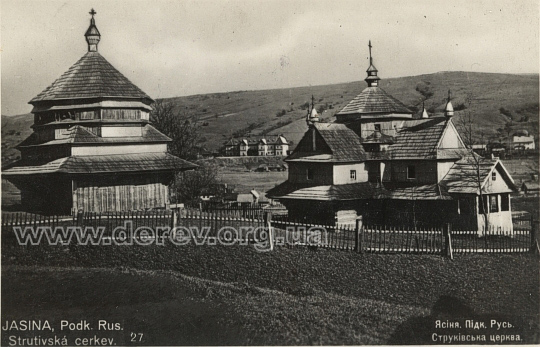
Ясіня
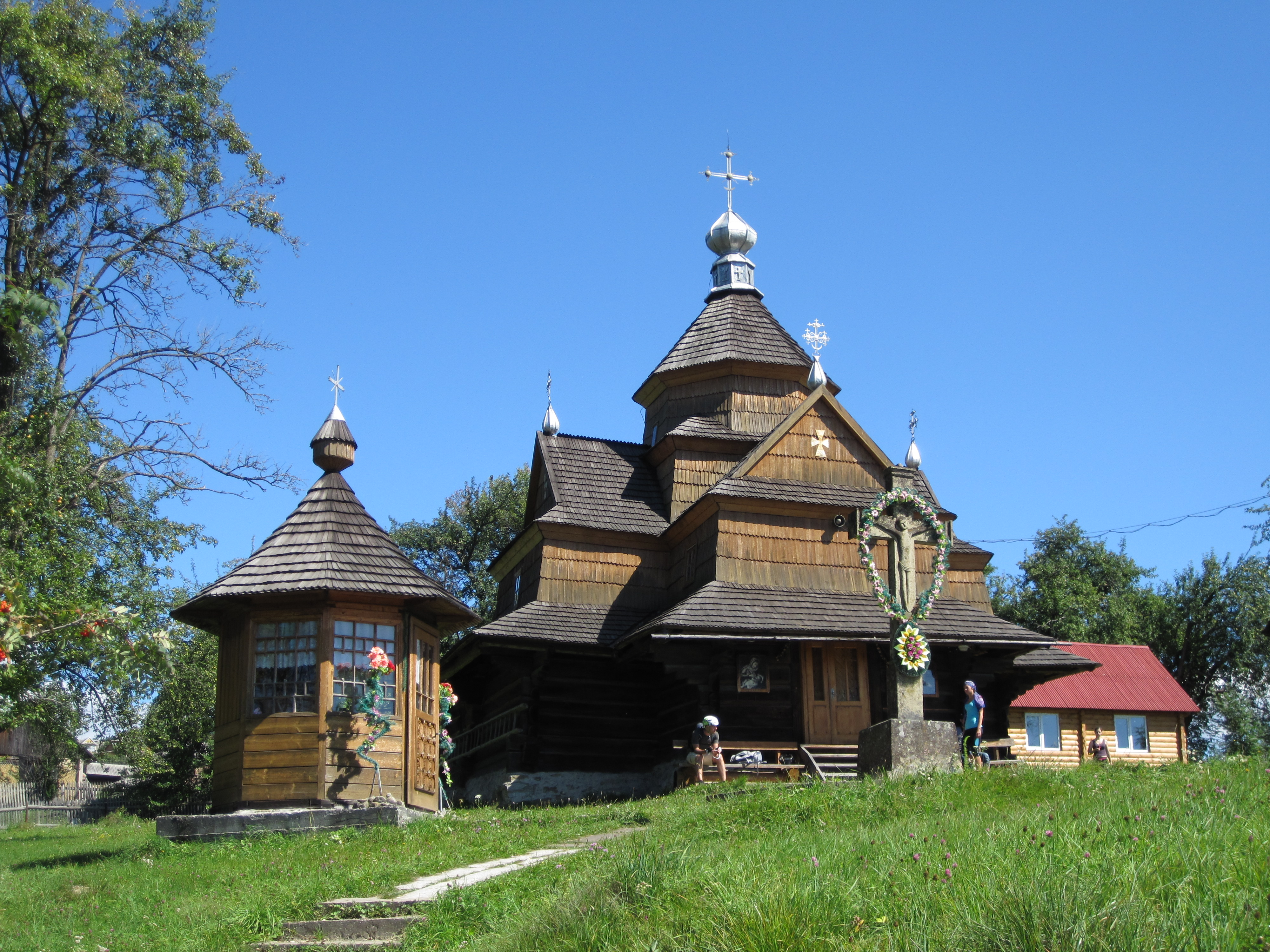
Церква Різдва Пресвятої Богородиці Ворохта
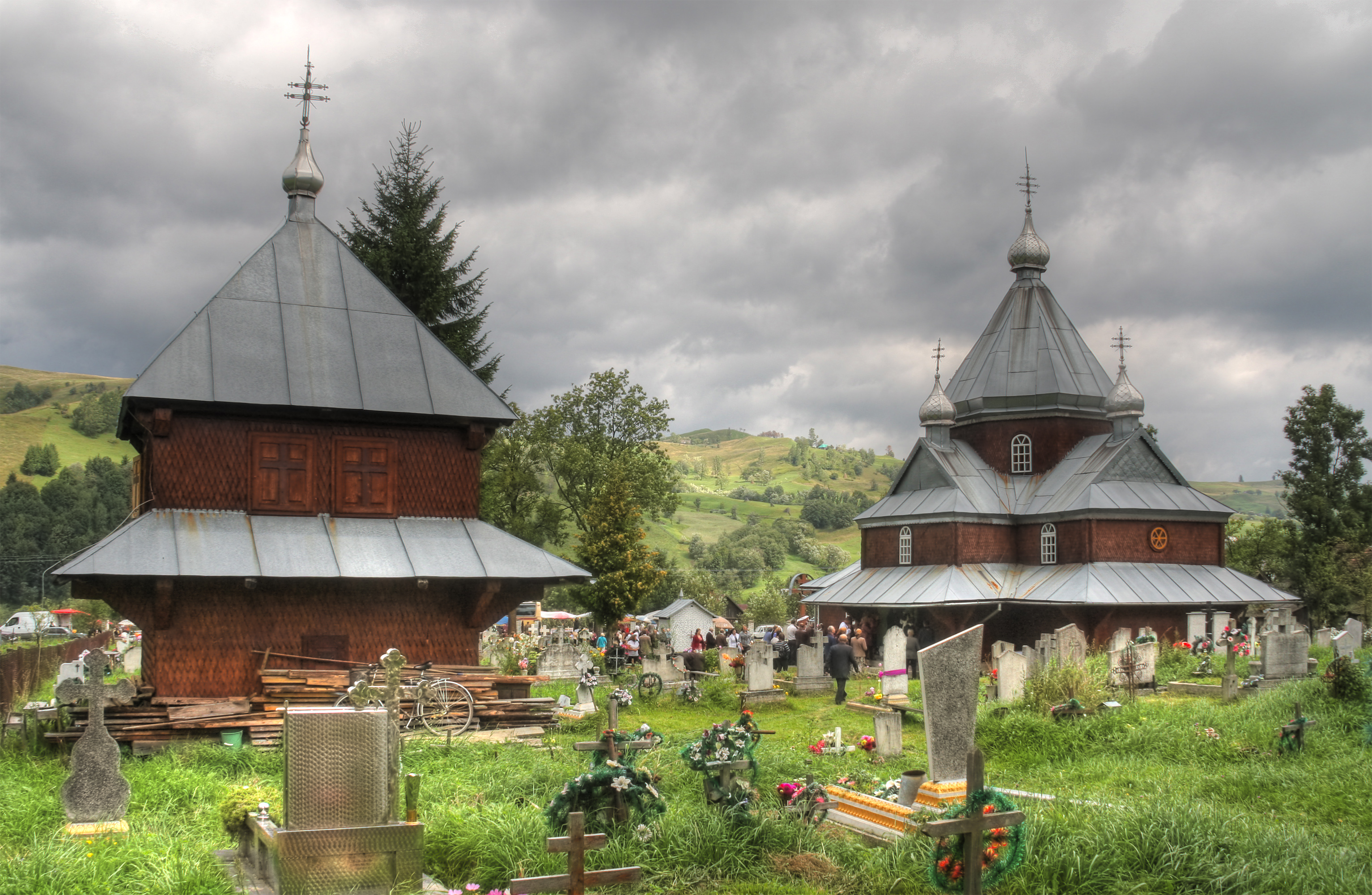
Церква Преображення Господнього, 1780
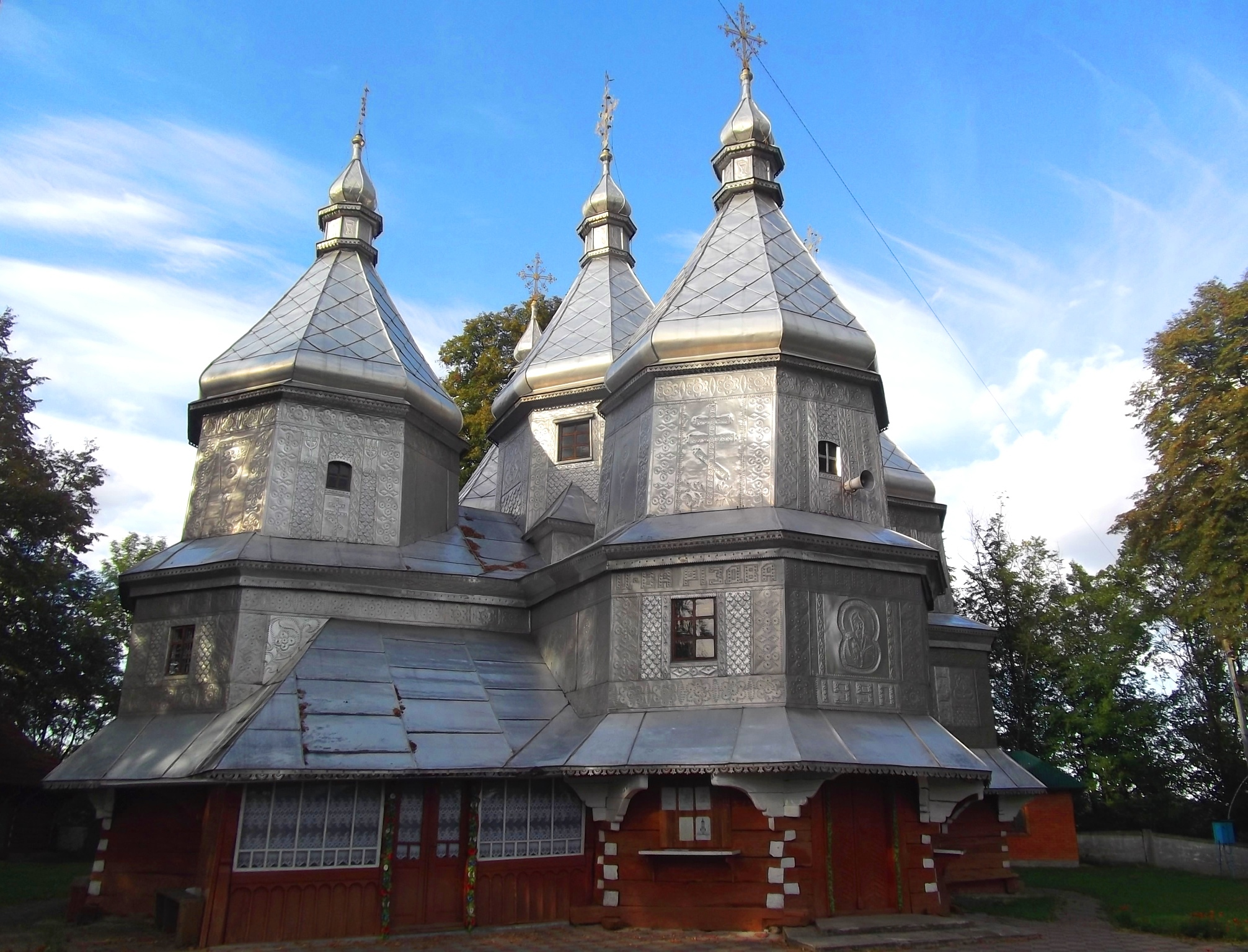
Церква Різдва Пресвятої Богородиці (Нижній Вербіж)
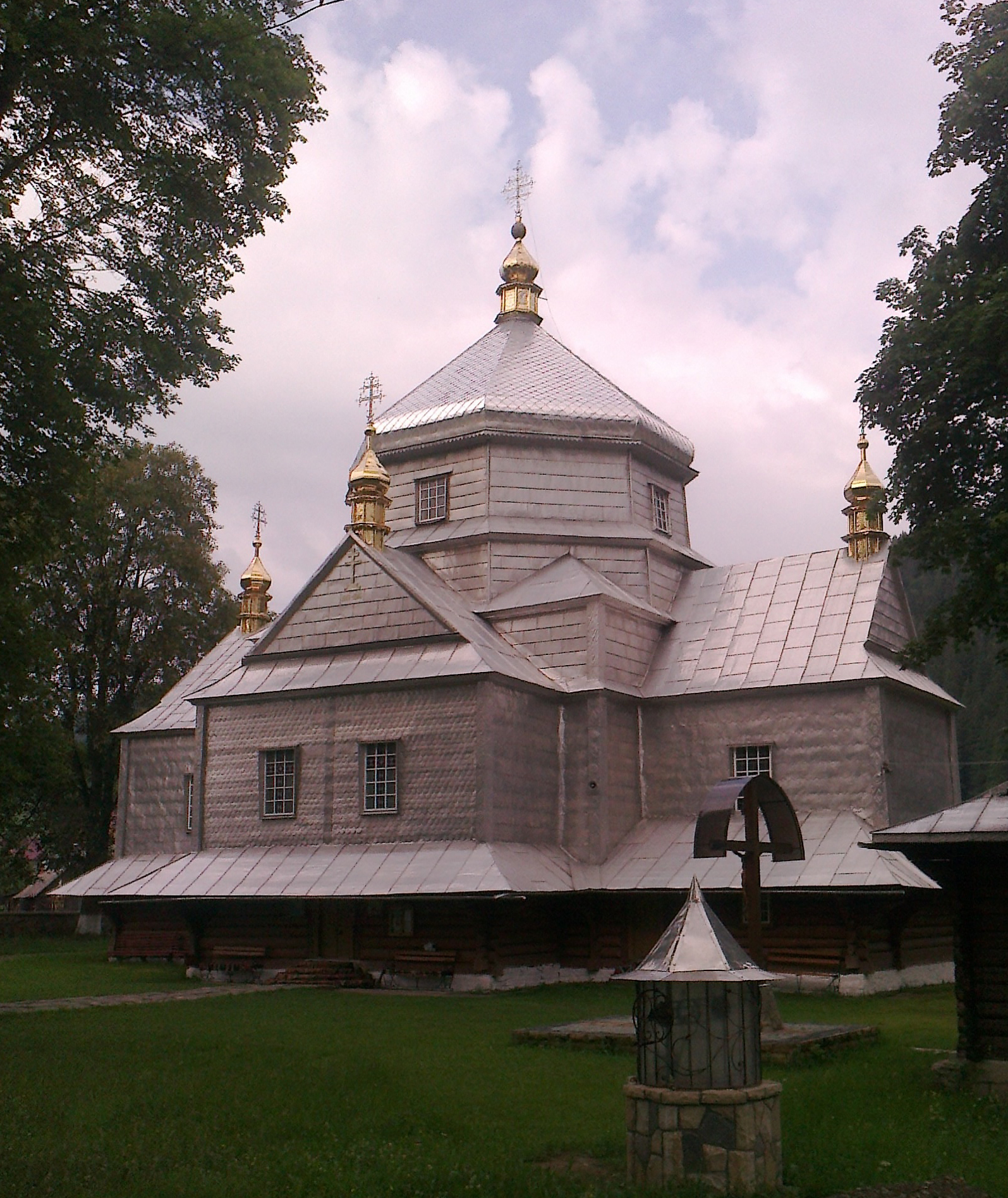
Троїцька церква в Микуличині
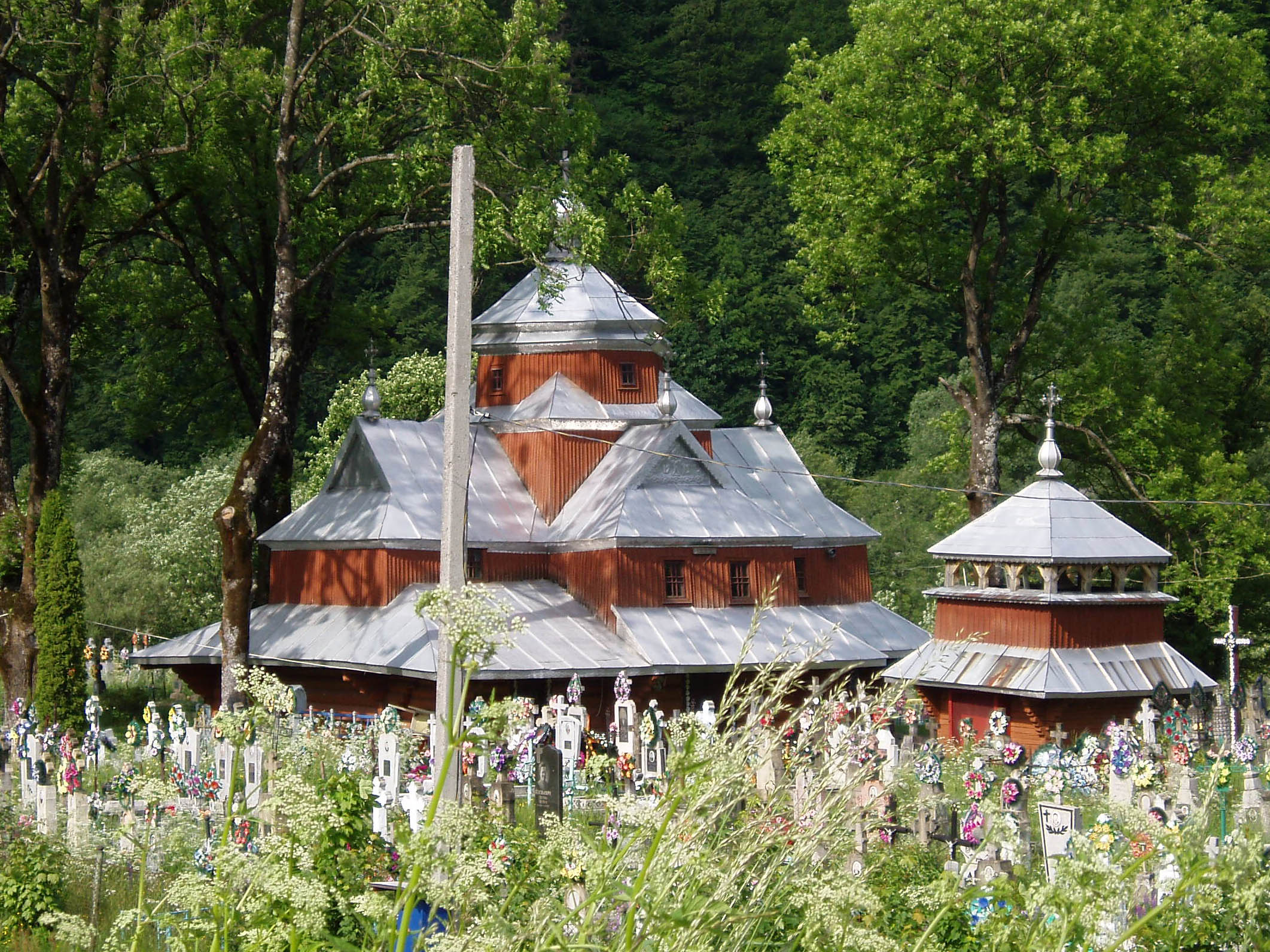
Яремче. Церква св. Іоана Милостивого (1663 р.)
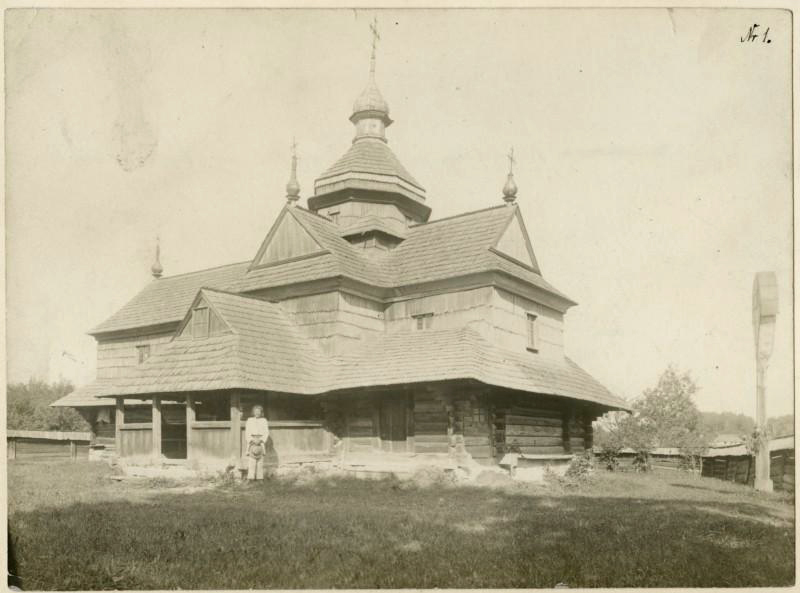
Церква у селі Черганівка, Косівського району, Івано-Франківської області.
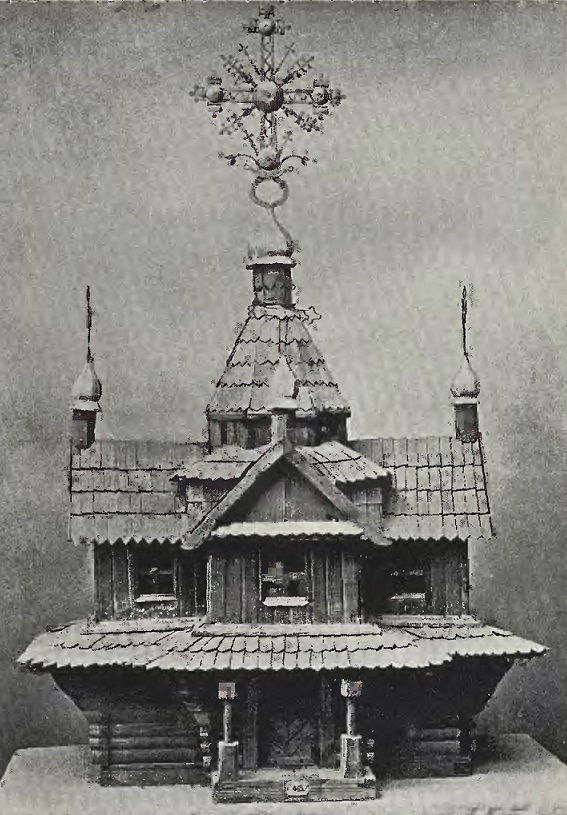
Модель гуцульської церкви
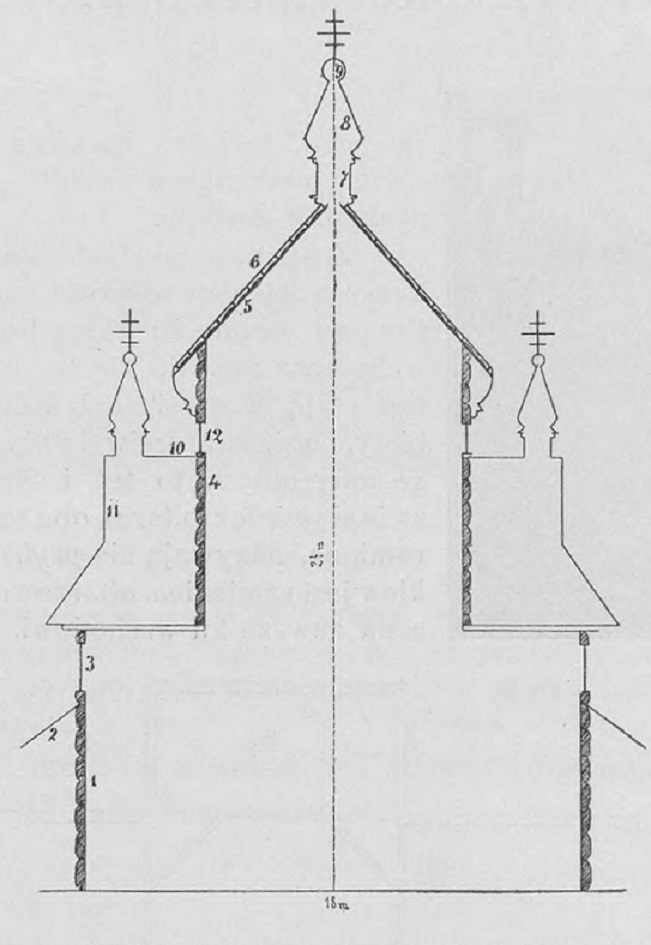
План гуцульської церкви
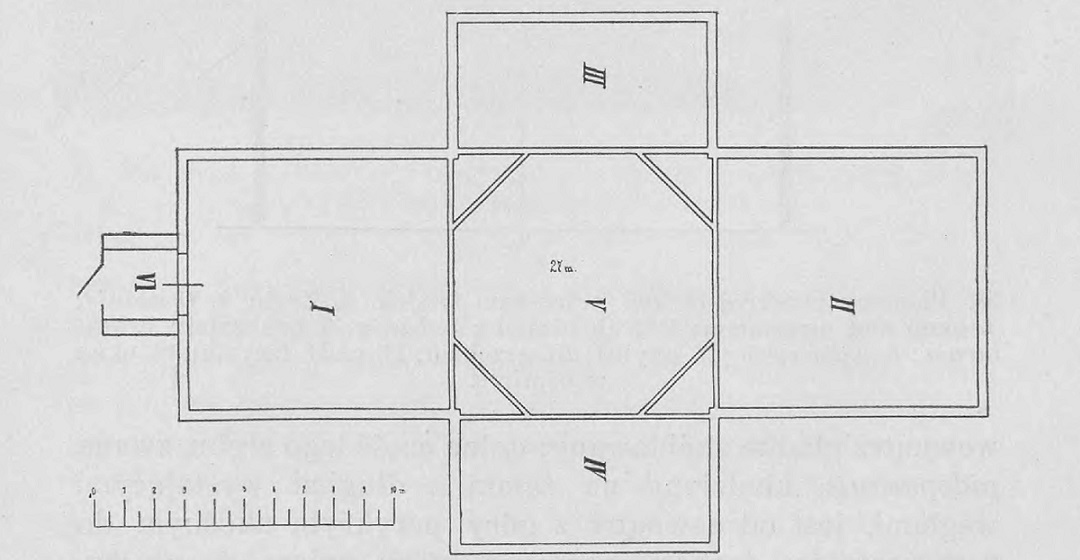
План гуцульської церкви
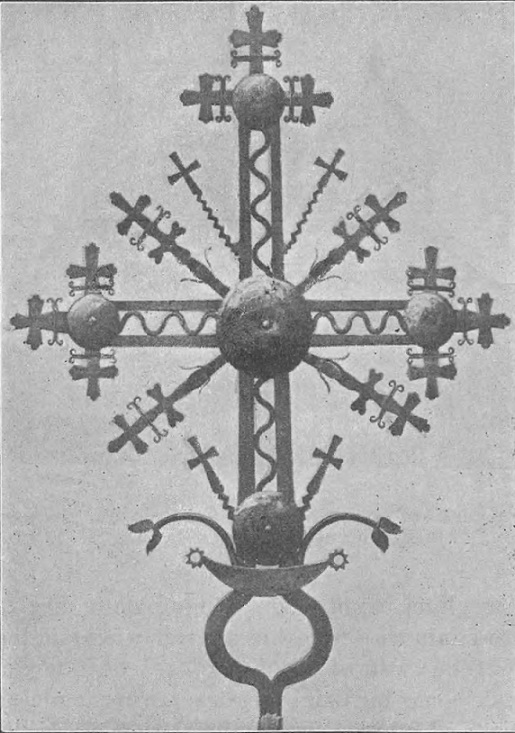
Хрест на гуцульській церкві